# Rudolf Schäfer (Fotograf)

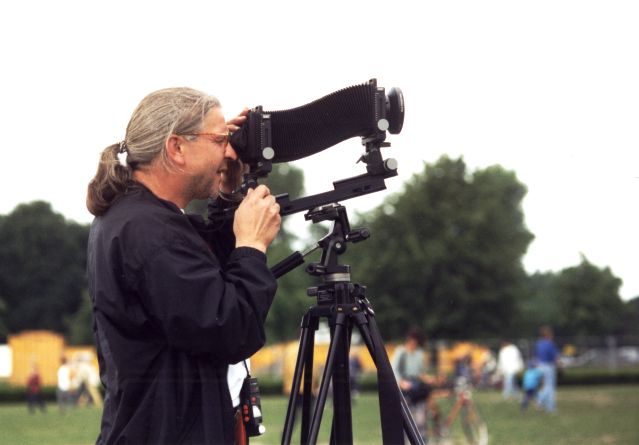
Rudolf Schäfer an einer Fachkamera (1995)

Rudolf Schäfer (* 2. März 1952 in Herrenhof/Thüringen) ist ein deutscher Fotograf und Hochschullehrer.

## Leben
Schäfer absolvierte ab 1969 eine Lehre als Gebrauchswerber und arbeitete bis 1972 in seinem Beruf. 1973/1974 arbeitete er als Filmkamera-Assistent. Seit 1974 ist er freiberuflicher Fotograf in Ost-Berlin. Von 1978 bis 1983 machte er ein Fernstudium der Fotografie an der Hochschule für Grafik und Buchkunst in Leipzig, das er mit dem Diplom abschloss. Einen Namen machte er sich in dieser Zeit insbesondere mit Aktfotografien, die er von 1973 bis 1984 in der beliebten Zeitschrift Das Magazin veröffentlichte. Er arbeitete auch als Modefotograf für Exquisit. 1985 und 1986 war Schäfer Meisterschüler an der Akademie der Künste der DDR bei Ludwig Engelhardt und Klaus Wittkugel. Er war bis 1990 Mitglied des Verbands Bildender Künstler der DDR.
Während der Wende engagierte er sich als Wahlkampfchef von Bündnis 90 für die ersten und letzten freien Wahlen in der DDR. 1997 erfolgte seine Berufung zum Professor für Kommunikationsdesign und Fotografie an der Burg Giebichenstein Hochschule für Kunst und Design Halle.

## Veröffentlichungen
- Zizi und Kiki und andere Sonntagsbilder, Hamburg, Kellner, 1993, ISBN 3-927623-36-9
- Der ewige Schlaf. Visages de morts, 4. Aufl., Hamburg, Kellner, 1995, ISBN 3-927623-02-4
- Kein Engel. Fotografien 1996 bis 2005, Ausstellungskatalog, Halle 2005
- Aktfotografie 1972–2019, Berlin: Bild & Heimat 2021; ISBN 978-3-95958-286-5

## Ausstellungen vor derdeutschen Wiedervereinigung(unvollständig)

### Einzelausstellungen
- 1984: Berlin
- 1985: Graz und Wien

### Teilnahme an zentralen und wichtigen regionalen Ausstellungen
- 1982 und 1986: Berlin, Bezirkskunstausstellungen
- 1982/1983 und 1987/1988: Dresden, IX. und X. Kunstausstellung der DDR
- 1985: Berlin, Nationalgalerie („Auf gemeinsamen Wegen“. Kunstausstellung zum 40. Jahrestag der Befreiung.)